# Torpille à espar

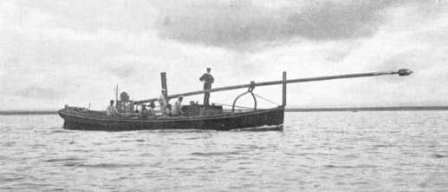
Un torpilleur équipé d'une torpille à espar

Une torpille à espar ou torpille à perche est une arme constituée d'une bombe placée à l'extrémité d'un long poteau, ou espar, et attachée à un bateau. L'arme est utilisée en plaçant l'extrémité de la perche sur le navire ennemi. La torpille était souvent équipée d'une lance barbelée à l'extrémité, de sorte de s'accrocher à la coque en bois. Un système à mèche déclenchait l'explosion quand le navire porteur s'éloignait.

## Invention
Robert Fulton avait écrit sur les torpilles marines sous-marines en 1810, et des expériences ont été menées en utilisant des torpilles à espar cette année-là. Des bateaux transportant des torpilles à espar ont été utilisés pendant la Guerre anglo-américaine de 1812.
E. C. Singer (en), un ingénieur privé qui a travaillé sur des projets secrets au profit des États confédérés d'Amérique, a construit une torpille à espar pendant la guerre de Sécession. Sa torpille a explosé au moyen d'un mécanisme de déclenchement adapté d'un percuteur de fusil (voir platine à silex pour un dispositif similaire). La détente à ressort  a allumé un long cordon attaché au navire attaquant. Le navire attaquant a percuté sa cible, enfonçant la torpille barbelée dans sa coque, puis reculé. Lorsque l'attaquant a atteint la limite de la corde de déclenchement, la torpille a explosé.

## Utilisation

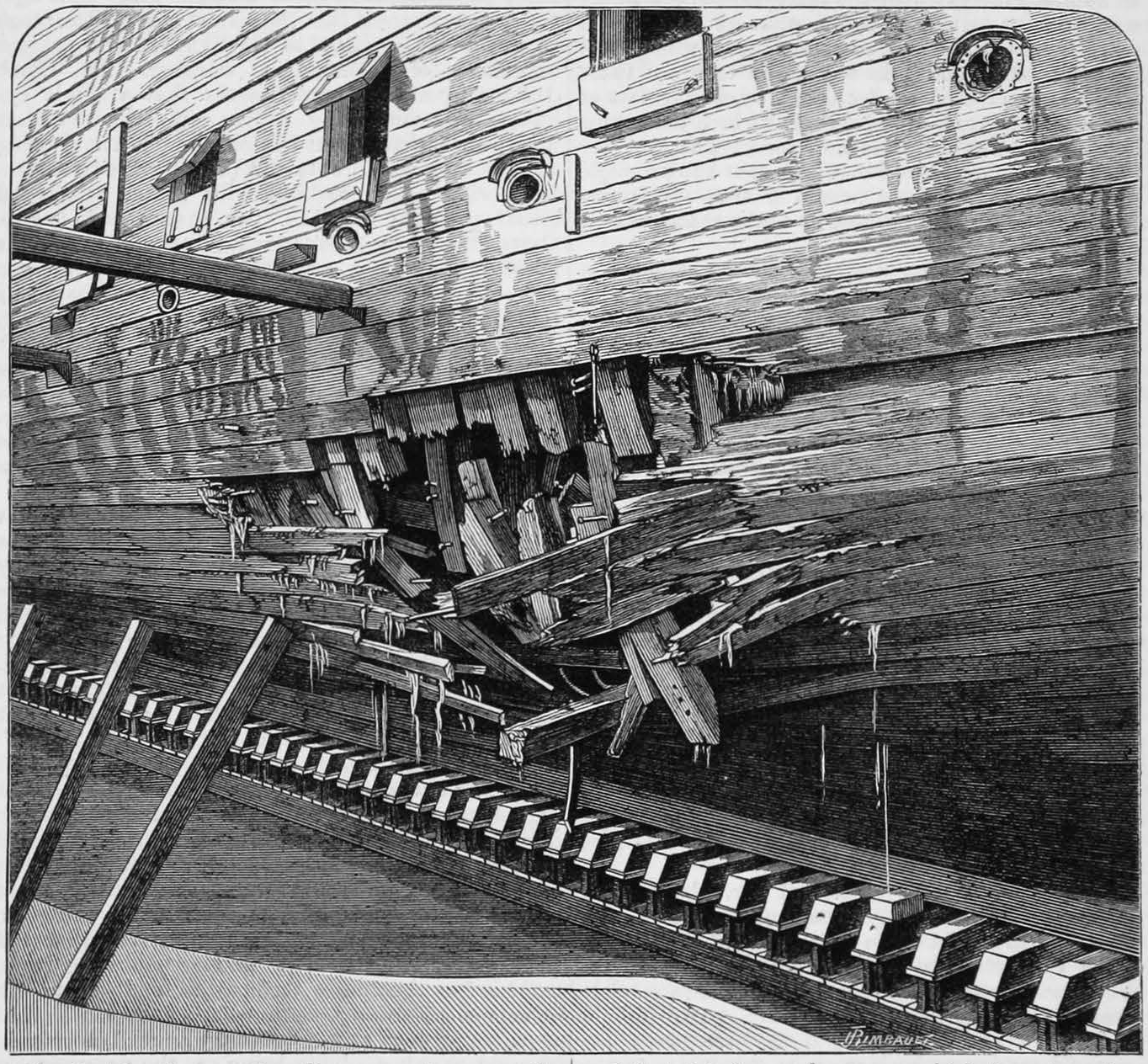
Résultats d'un test français d'une torpille à espar en 1877

L'utilisation la plus célèbre des torpilles à espar pendant la guerre civile américaine a peut-être été le sous-marin confédéré H.L. Hunley, qui a réussi à couler le sloop à vis de l'Union USS Housatonic le 17 février 1864, bien que le Hunley ait été perdu. Les torpilles à espar ont également été utilisées par la classe David de bateaux d'attaque semi-submersibles. En avril 1864, le torpilleur confédéré CSS Squib (en) employa une torpille à espar contre USS Minnesota. 
Dans la nuit du 27 au 28 octobre 1864, le lieutenant William B. Cushing (en) employa une torpille à espar pour couler le cuirassé à bélier confédéré CSS Albemarle (en). Le naufrage de l'Albemarle a été le seul naufrage réussi par la marine de l'Union d'un navire confédéré par torpille. Le lieutenant Cushing a utilisé une torpille à espar conçue par John Lay.
L'engin semi-submersible de l'Union de 1864, USS Spuyten Duyvil (en), utilisait une torpille à espar, mais pas avec un accessoire barbelé sur la cible. Grâce à un longeron innovant orientable et extensible, cet engin pouvait libérer une mine légèrement flottante sous la cible, qui serait explosée par les moyens décrits ci-dessus. (Cet engin n'a pas été utilisé contre des cibles confédérées, mais a été utilisé pour nettoyer les épaves des rivières.)

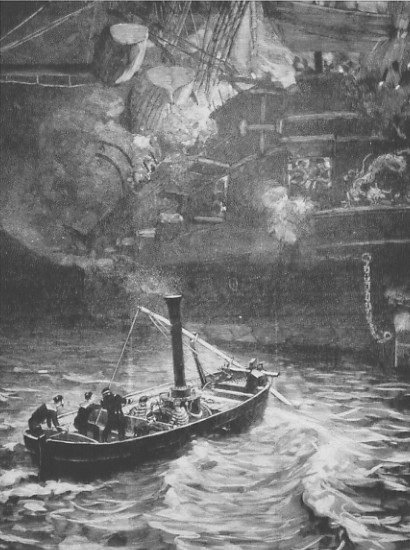
Attaque de la frégate chinoise Yuyuan

Les torpilles à Spar ont également été utilisées sur de petits navires en bois à la fin du XIXe siècle, bien qu'ils ne soient pas des armes très utiles. La torpille=locomotive (le terme contemporain pour la torpille automotrice moderne) a remplacé la torpille à espar comme arme pour les sous-marins et les petits bateaux dans les années 1870.
Les torpilles Spar ont également été utilisées par les forces roumaines pendant la guerre d'indépendance du pays. Le 26 mai 1877, l'NMS Rândunica (en) a coulé le monitor de rivière ottomane Seyfi sur le Danube. 
L'amiral français Courbet a fait bon usage de deux torpilleurs à espar lors de la bataille de Fuzhou le 23 août 1884, qui a coulé le navire amiral de la flotte du Fujian - la corvette Yangwu et la canonnière Fuxing. Il a montré que les torpilles à espar peuvent être efficaces contre les navires au mouillage, non protégées par des filets lance-torpilles et sans surveillance appropriée.  Le 14 février 1885, Courbet a également coulé la frégate chinoise Yuyuan lors du combat de Shipu avec deux torpilleurs à espar.
Les torpilles Spar ont été remplacées par la torpille automobile.

## Galerie

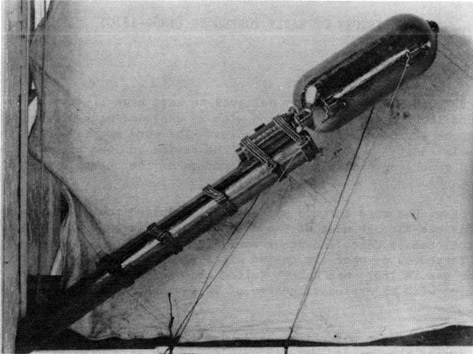
Charge explosive en bout d'espar
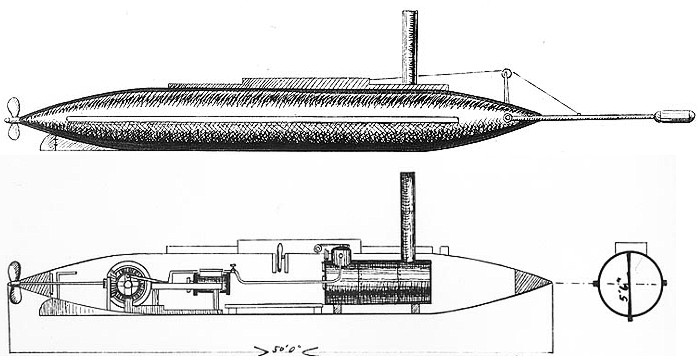
CSS David
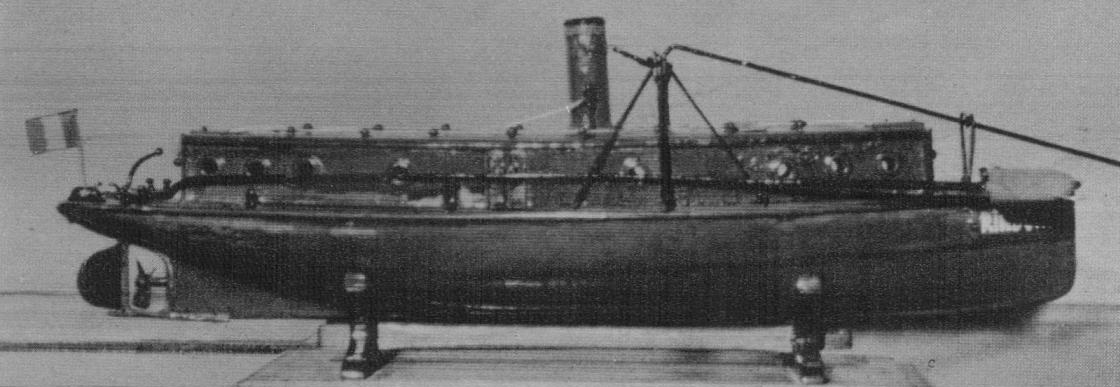
NMS Randunica